# Mulo
Mulo (en oromo : Muloo) est un woreda du centre de l'Éthiopie situé dans la zone spéciale Oromia-Finfinnee de la région Oromia. Il a 35 138 habitants en 2007. Ses principales agglomérations sont Mulo et Durba.
Situé une cinquantaine de kilomètres au nord-ouest d'Addis-Abeba, le centre administratif du woreda s'appelle Mulo, Mulo Town,, ou Senyo Gebeya tandis que Derba, ou Durba, se trouve dans le nord du woreda.
Partie ouest de l'ancien woreda Mulona Sululta, Mulo se sépare de son voisin Sululta dans les années 2000. Il est limitrophe de la zone Ouest Shewa et reste rattaché à la zone Nord Shewa, jusqu'à la création de la zone spéciale Oromia-Finfinnee.
|            | Yaya Gulele | Wuchale |
| Adda Berga | Mulo        | Sululta |
|            | Walmara     |         |

Le recensement national de 2007 fait état pour ce woreda d'une population de 35 138 habitants dont 7 % de citadins qui sont les 2 296 habitants du centre administratif.
La plupart des habitants (99 %) sont orthodoxes.
En 2022, sa population est estimée à 50 679 personnes avec une densité de population de 148 personnes par km2 et 344 km2 de superficie.